# 阮瞻
阮瞻（281年—310年），字千里，西晋陈留郡尉氏县（今河南省尉氏县）人。阮咸之子。
阮瞻清虚寡欲，善于清言。读书不求研读，默识其要，遇理而辩，言辞不足而主旨有余。阮瞻坚持无鬼论，没人能辩倒他，自称其中道理足以辩正幽明。善弹琴，有求之人，不问贵贱长幼都为他们弹奏。司徒王戎问圣人贵名教与老庄明自然，有什么异同，他回答：“将无同。”王戎感叹良久，命人征辟他为官，时人称他为“三语掾”。东海王司马越以阮瞻为记室参军。晋怀帝永嘉年间，为太子舍人。西晋末年病卒，时年三十岁。